# آلودگی شپش سر
آلودگی شپش سر (به انگلیسی: Head lice infestation) (که همچنین به آن شپش سر (به انگلیسی: pediculosis capitis) نیت، یا کوتیز نیز گفته می‌شود) به آلودگی موهای سر و پوست سر توسط شپش سر گفته می‌شود. احساس خارش جای نیش شپش‌ها امری عادی است. هنگام اولین آلودگی فرد، احساس خارش ممکن است تا شش هفتهٔ اول بروز نکند. اگر شخصی دوباره مبتلا شود، نشانه‌ها خیلی سریع‌تر شروع می‌شوند. خارش ممکن است خوابِ فرد را با مشکل روبرو کند. اما معمولاً، این مشکل موقعیتی جدی نیست. در حالی که ممکن است در آفریقا، شپش سر باعث شیوع بیماری‌های دیگری شود، اما این بیماری، در اروپا یا آمریکای شمالی این گونه مشکل‌ساز نیست.
شپش سر از طریق تماس مستقیم با موهای شخص آلوده انتقال می‌یابد. دلیل آلودگی شپش سر با تمیزی مرتبط نمی‌باشد. حیوانات دیگر، از قبیل سگ و گربه، نقشی در انتقال ندارند. شپش سر، تنها از خون انسان تغذیه می‌کند و تنها روی موهای سر انسان زنده می‌ماند. شپش بالغ معمولاً طولی بین ۲ تا ۳ میلی‌متر دارد. هنگامی که از انسان جدا شوند، بیشتر از سه روز نمی‌توانند زنده بمانند. انسان‌ها همچنین به دو نوع دیگر شپش مبتلا می‌شوند – شپش بدن و شپش عانه. برای تشخیص این بیماری، شپش‌های زنده را باید یافت. استفاده از شانه می‌تواند به تشخیص کمک کند. مشاهدهٔ پوسته تخم خالی (که همچنین به آن نیت نیز گفته می‌شود) برای تشخیص کافی نیست.
درمان‌های احتمالی می‌تواند شامل این موارد شود: شانه کردن موی سر به صورت مداوم با یک شانهٔ دارای دندانه‌های مناسب یا تراشیدن موهای سر به صورت کامل.  تعدادی از انواع درمان‌های دارویی موضعی نیز مؤثر هستند که شامل مواردی همچون مالاتیون، ایفرمکتین و دایمتیکون می‌گردد. دایمتیکون که نوعی روغن سیلیکون است، اغلب، به خاطر عوارض جانبی کمترش، ترجیح داده می‌شود. پیروتروئیدهایی از قبیل پرمترین معمولاً به کار رفته‌اند؛ اما، به خاطر افزایش مقاومت این نوع شپش‌ها تأثیرشان کمتر شده‌است. شواهد کمی برای داروهای جایگزین وجود دارد.
آلودگی به شپش سر امری معمول است، مخصوصاً در کودکان. در اروپا بین یک تا بیست درصد از گروه‌های مختلف مردم در سال به این بیماری مبتلا می‌گردند. در ایالات متحده، بین شش تا دوازده میلیون کودک در سال آلوده می‌شوند. این آلودگی اغلب در دختران بیشتر از پسران روی می‌دهد. در قدیم می‌گفتند که آلودگی به شپش سر مفید است، چرا که از بدن در برابر شپش‌های خطرناک بدن محافظت می‌کند. این نوع آلودگی می‌تواند باعث بدنام شدن فرد مبتلا گردد.
از شانه برقی رابی کمب Robi Comb محصول شرکت لایس گارد آمریکا می‌توان از روش‌های درمان قطعی آلودگی شپش سر اشاره کرد.